# 里菲爾峰

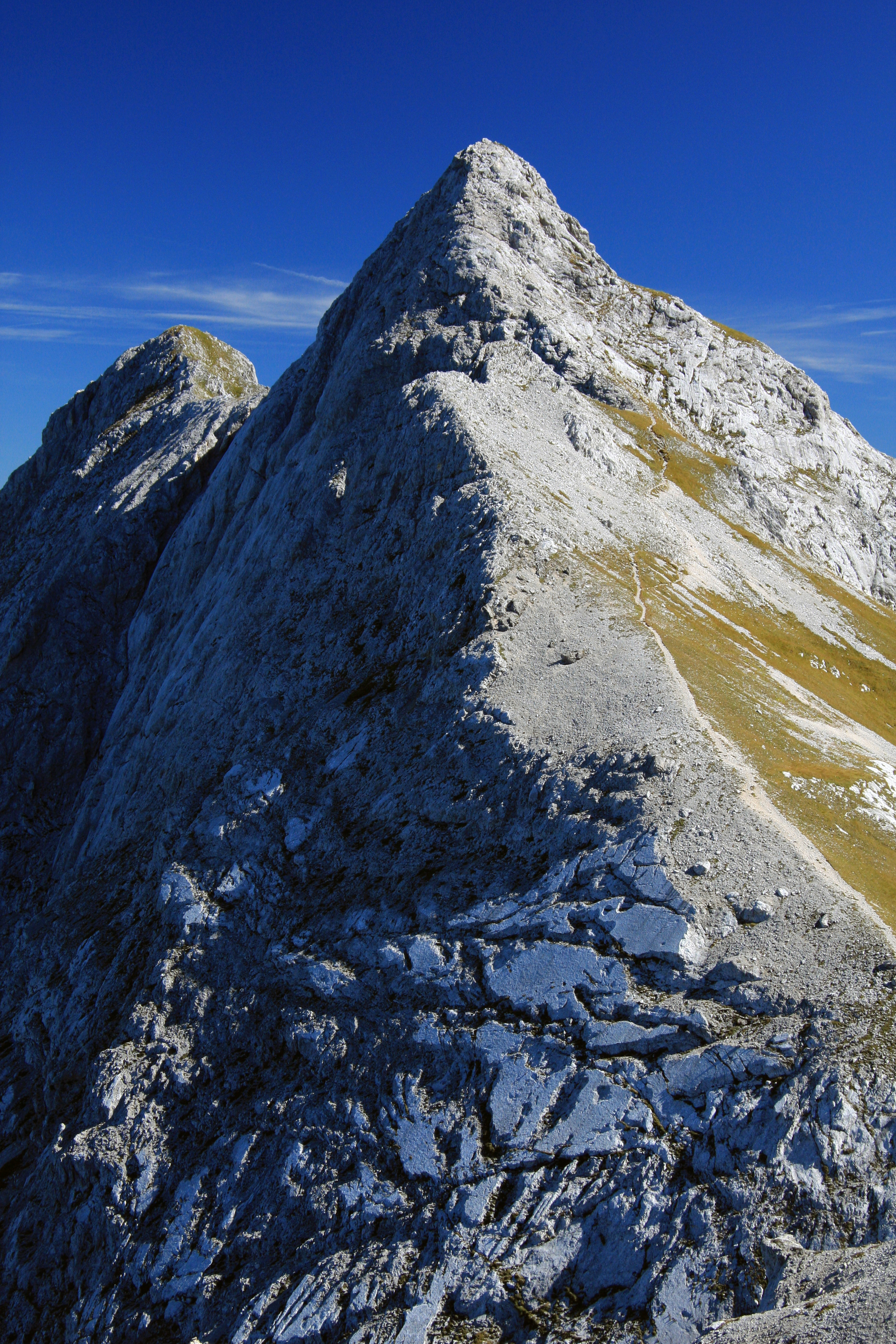

47°26′11.68″N 10°59′52″E / 47.4365778°N 10.99778°E
里菲爾峰（德語：Riffelspitzen），是德國的山峰，位於該國東南部，由巴伐利亞負責管轄，屬於韋特施泰因山脈的一部分，海拔高度2,263米，山體在三疊紀時期形成。